# 潘衍桐
潘衍桐，廣東南莊河滘人，清朝政治人物。
同治七年（1868年）戊辰科進士，改翰林院庶吉士，散館授翰林院编修、浙江提督学政。